# Villalonso (kommunhuvudort)
Villalonso är en kommunhuvudort i Spanien.   Den ligger i provinsen Provincia de Zamora och regionen Kastilien och Leon, i den centrala delen av landet, 190 km nordväst om huvudstaden Madrid. Villalonso ligger 723 meter över havet och antalet invånare är 111.
Terrängen runt Villalonso är platt. Runt Villalonso är det mycket glesbefolkat, med 7 invånare per kvadratkilometer. Närmaste större samhälle är Toro, 11,5 km sydväst om Villalonso. Trakten runt Villalonso består till största delen av jordbruksmark.